# Miss Mundo 1974
Miss Mundo 1974, la 24.ª edición del concurso de belleza Miss Mundo, se llevó a cabo el 22 de noviembre de 1974 en el Royal Albert Hall, Londres, Reino Unido.
Cincuenta y ocho candidatas, representantes de igual número de países y territorios, compitieron por el título en esta versión del concurso. Al final del evento —y debido a que Marjorie Wallace, Miss Mundo 1973, de Estados Unidos, había sido previamente despojada de su título—, la señora Julia Morley coronó a Helen Morgan, de Reino Unido, como Miss Mundo 1974. La ganadora se convirtió en la segunda galesa y cuarta británica en ganar el título.
Aunque los organizadores del certamen sabían que Morgan tenía un hijo como madre soltera cuando se coronó Miss Gales, debido a la intensa presión y al interés de los medios, Morgan renunció cuatro días después. La esposa del padre del niño había dado entrevistas a los medios en las horas posteriores al concurso, creando titulares negativos. Morgan fue la primera titular de Miss Mundo en renunciar oficialmente y la segunda en no terminar su reinado como Miss Mundo, después de Marjorie Wallace. La primera finalista, Anneline Kriel, de Sudáfrica, asumió finalmente como Miss Mundo 1974.

## Resultados
| Resultados Finales      | Finalistas |
| ----------------------- | --- |
| Miss Mundo 1974         | - Reino Unido - Hellen Morgan (Renunció) |
| 1° Finalista            | - Sudáfrica - Anneline Kriel (Asumió) |
| 2° Finalista            | - Israel - Lea Klain |
| 3° Finalista            | - Australia - Gail Margaret Petith |
| 4° Finalista            | - Estados Unidos - Terry Ann Browning |
| Top 7                   | - Suecia - Jill Lindqvist - Japón - Chikako Shima |
| Semifinalistas (Top 15) | - África del Sur - Evelyn Peggy Williams - Barbados - Linda Yvonne Field - Brasil - Mariza Sommer - España - María Natividad Rodríguez - Irlanda - Julie Ann Farnham - Jamaica - Andrea Lyon - Noruega - Torill Mariann Larsen - Nueva Zelanda - Sue Nicholson |

### Premiaciones Especiales
- Miss Personalidad:  Hong Kong - Judy Dirkin
- Miss Fotogénica:  Yugoslavia - Jadranka Banjac

## Candidatas
Las candidatas al título de Miss Universo 1974 fueron las siguientes:
| - África del Sur - Evelyn Peggy Williams - Alemania - Sabrina Erlmeier - Argentina - Sara Barberi - Aruba - Esther Angeli Luisa Marugg - Australia - Gail Margaret Petith - Austria - Eveline Engleder - Bahamas - Monique Betty Cooper - Barbados - Linda Yvonne Field - Bélgica - Anne-Marie Sophie Sikorski - Bermudas - Joyce Ann de Rosa - Botsuana - Rosemary Moleti - Brasil - Mariza Sommer - Canadá - Sandra Margaret Emily Campbell - Colombia - Luz María Osorio Fernández - Corea - Shim Kyoung-sook - Costa Rica - Rose Marie Leprade Coto - Dinamarca - Jane Moller - Ecuador - Silvia Aurora Jurado Estrada - España - María Natividad Rodríguez Fuentes - Estados Unidos - Terry Ann Browning - Filipinas - Agnes Benisano Rustia - Finlandia - Merja Talvikki Ekman - Francia - Edna Tepava - Gibraltar - Patricia Orfila - Grecia - Evgenia (Nia) Dafni - Guam - Rosemary Pablo Laguna - Guernsey - Gina Elizabeth Ann Atkinson - Holanda - Gerarda (Gemma) Sophia Balm - Honduras - Leslie Suez Ramírez | - Hong Kong - Judy Denise Anita Dirkin - India - Kiran Dholakia - Irlanda - Julie Ann Farnham - Israel - Lea Klain - Italia - Zaira Zoccheddu - Jamaica - Andrea Lyon - Japón - Chikako Shima - Jersey - Christine Marjorie Sangan - Líbano - Gisèle Hachem - Madagascar - Raobelina Harisoa - Malasia - Shirley Liew Tan - Malta - Mary Louis Elull - México - Guadalupe del Carmen Elorriaga Valdés - Nicaragua - Francis (Fanny) Duarte de León Tapia - Noruega - Torill Mariann Larsen - Nueva Zelanda - Sue Nicholson - Puerto Rico - Loyda Eunice Valle Blas Machado - Reino Unido - Helen Elizabeth Morgan - República Dominicana - Giselle María Scanlon Grullón - Singapur - Valerie Oh Choon Lian - Sri Lanka - Vinodini Roshanara Jayskera - Sudáfrica - Anneline Kriel - Suecia - Jill Lindqvist - Suiza - Astrid Maria Angst - Tailandia - Orn-Jir Chaisatra - Túnez - Zohra Kehlifi - Venezuela - Alicia Rivas Serrano - Yugoslavia - Jadranka Banjac - Zambia - Christine Munkombwe |

## Sobre los países en Miss Mundo 1974

### Debut
- Barbados
- Guernsey
- Jersey
- Zambia

### Retiros
- Islandia
- Luxemburgo
- Mauricio
- Perú
- Portugal
- Seychelles
- Turquía

### Regresos
- Compitió por última vez en 1961:
  -  Madagascar
- Compitió por última vez en 1970:
  -  Dinamarca
- Compitieron por última vez en 1971:
  -  Nicaragua
  -  Túnez
- Compitieron por última vez en 1972:
  -  Alemania
  -  Costa Rica
  -  Ecuador
  -  India

### Crossovers
| Miss Universo - 1974: Austria - Eveline Engleder - 1974: Bélgica - Anne-Marie Sophie Sikorski - 1974: Bermudas - Joyce Ann de Rosa - 1974: Nicaragua - Francis Duarte - 1974: Reino Unido - Helen Elizabeth Morgan (Primera finalista) - 1975: Canadá - Sandra Campbell - 1975: Irlanda - Julie Ann Farnham (Top 12) | Miss Internacional - 1973: Francia - Edna Tepava (Representando a Tahiti). - 1974: Canadá - Sandra Campbell - 1974: Singapur - Valerie Oh Choon Lian - 1974: Suiza - Astrid Maria Angst - 1975: Malta - Mary Louis Elull |